# 陌上人如玉
《陌上人如玉》2023年中国古代传奇剧，由肖燕、翟子路领衔主演。2020年12月9日在无锡开机，2021年4月1日杀青。於2023年12月29日爱奇艺首播。

## 剧情简介
宋家是出名的书香世家，家中子女无一不是文坛巨匠、年少成名。唯独三女宋竹除了相貌好看以外完全没有遗传到父辈们一丝的优点。正因如此，宋竹对学习之事就越不上心。一心想要摆脱家族的光环，整天琢磨该如何才能把自己嫁出去。直到她遇到了“登徒子”萧禹。萧禹的出现，彻底打乱了她给自己定下的人生规划。萧禹就像是一颗宋竹的灾星，只要有他在的地方，就一定会有宋竹的灾难。然而，不服气的宋竹哪里甘心败在萧禹手上。于是每每奋起反抗，两个人斗得你死我活。一时之间，整个书院被他们搞得鸡飞狗跳。宜阳书院也因为两人的出现，而开始有了彼此的较量和对抗。

## 播出时间
| 频道   | 所在地 | 播出日期       | 播出时间 | 备注 |
| ------ | ------ | -------------- | -------- | ---- |
| 愛奇藝 | 中国   | 2023年12月29日 |          |      |

## 演员列表

### 领衔主演
| 演員   | 角色      | 介绍 |
| 肖燕   | 宋竹      | 宋家三女，乳名粵娘，人見人愛、花見花開，相貌姣好，鬼马活泼又机灵的她对学习之事根本就不上心，成天只想把自己嫁出去。                                                                         |
| 翟子路 | 萧禹/陳煙 | 假的蕭禹，利用蕭禹名字查案，真實身分是當朝太子的七弟，宋竹口中的“登徒子”，也是她的“扫把星”。只要有他在，宋竹就会发生灾难。为了調查官員貪污而隐藏自己的身份。福王之子，宜陽學院的女學教執。 |

### 主要演员
| 演員   | 角色        | 介绍 |
| 鄭曉寧 | 宋诩        | 宜陽學院山長 |
| 楊玥   | 宋苓        | 宋家長女，乳名蓉娘，心儀夫子陳俊堂 |
| 于子洋 | 宋苡        | 宋家二女，乳名渝娘 |
| 盛英豪 | 周霁        | 宜陽學院榜首，宋竹愛慕之人，知道宋竹愛慕自己，也有意喜歡宋竹，無奈陳煙百般阻撓，最後放棄，與顏欽若假交往，後真的追求顏欽若，實際上想利用其家族身分地位 |
| 钟丽丽 | 顏欽若      | 越國公府千金，宜陽學院女學子，與宋竹要好，喜歡蕭禹，拜託宋竹一起策畫讓蕭禹愛上他                                                                       |
| 姚安濂 | 张夫子      | 宜陽學院夫子，負責男學子教學，有嚴重視力問題 |
| 余少群 | 夫子 陳俊堂 | 宜陽學院夫子，負責女學子教學，為保護學子李文叔，被越國公派出尋找帳本的殺手所殺害。                                                                     |
| 張磊   | 申教頭      | 宜陽學院夫子，負責男子與女子的騎射教學 |
| 胡明   | 胡三叔      | 蕭禹的僕人兼護衛 |
| 張垚   | 周霏        | 周霽的胞妹 |
| 秦霄賢 | 太子        | 為改革當朝貪汙，命七弟陳煙到宜陽暗中調查，未見到改革結果就病死                                                                                         |
| 趙雍   | 越國公      | 顏欽若之父，貪贓枉法，為了逃稅，與三大書院以假藉救濟貧困學子之名，邀人捐款，實際上所捐之款項都是進到假的人頭，做假名冊，最後再轉回自己手中             |
| 劉潤南 | 李文叔      | 縣衙李善財之子，為人霸道 |
| 趙擎   | 福王        | 陳煙之父 |

### 其他演员
| 演員   | 角色   | 介绍 |
| 胡小庭 | 小張氏 |      |
| 张晞临 | 萬利   |      |

## 电视原声带
| 曲序 | 曲目           |
| ---- | -------------- |
| 1.   | 无题（片头曲） |
| 2.   | 无题（片尾曲） |
| 3.   | 无题（插曲）   |